# Backlash (2017)
Backlash (2017) foi um evento de luta livre profissional produzido pela WWE e transmitido em formato pay-per-view pelo WWE Network, que ocorreu em 21 de maio de 2017 no Allstate Arena, em Rosemont, Illinois e contou com a participação dos lutadores do SmackDown. Este foi o décimo terceiro evento da cronologia do Backlash e o sexto pay-per-view de 2017 no calendário da WWE.

## Antes do evento
Backlash teve combates de luta profissional de diferentes lutadores com rivalidades e histórias pré-determinadas, que se desenvolveram no SmackDown Live — programa de televisão da WWE, tal como nos programa transmitidos pelo WWE Network — Main Event. Os lutadores interpretaram um vilão ou um mocinho seguindo uma série de eventos para gerar tensão, culminando em várias lutas.
No SmackDown de 18 de abril, Jinder Mahal derrotou Dolph Ziggler, Mojo Rawley, Erick Rowan, Luke Harper e Sami Zayn em uma luta six-pack challenge para se tornar no desafiante ao Campeonato da WWE de Randy Orton. Durante o combate, Mahal recebeu ajuda dos The Bollywood Boyz (Gurv e Harv Sihra), que fizeram sua estreia no programa como The Singh Brothers (individualmente, Sunil e Samir Singh, respectivamente). No Payback, enquanto Orton enfrentava Bray Wyatt, Mahal e seus comparsas interferiram no confronto e custaram-no a vitória. Nas semanas seguintes, os dois também se envolveram em uma série de embates físicos.
No WrestleMania 33, Kevin Owens derrotou Chris Jericho para ganhar o Campeonato dos Estados Unidos. No SmackDown de 11 de abril, AJ Styles derrotou Sami Zayn e Baron Corbin para ganhar uma oportunidade pelo título americano no Backlash. No entanto, antes disso, no Payback Jericho recuperou o título. Owens ganhou o título novamente no SmackDown seguinte, estabelecendo assim o combate entre ele e Styles no Backlash.
No SmackDown de 4 de abril, Shinsuke Nakamura fez sua estreia no plantel principal da WWE interrompendo The Miz e Maryse. Na semana seguinte, ele interrompeu Dolph Ziggler, que tentou aplicar um Superkick, mas não conseguiu. No SmackDown de 25 de abril, Ziggler interrompeu a entrevista de Nakamura com Renee Young. Após os dois trocarem farpas, Ziggler atacou Nakamura, que respondeu ao golpe. Foi então anunciado que Nakamura teria a sua estreia em ringue no Backlash contra um adversário desconhecido. No SmackDown de 2 de maio, Ziggler criticou o comissário Shane McMahon e o gerente geral Daniel Bryan por supervalorizar a estreia de Nakamura no Backlash. Na semana seguinte, depois de um confronto entre os dois, Ziggler se colocou como o oponente de Nakamura no evento.
No SmackDown pós-WrestleMania, a The Wyatt Family (Bray Wyatt e Erick Rowan) foram derrotados por Randy Orton e pelo ex-membro da equipe, Luke Harper.  Na semana seguinte, Wyatt foi transferido para o Raw durante o WWE Superstar Shake-up, efetivamente dissolvendo a Wyatt Family. No SmackDown de 9 de maio, Rowan derrotou Harper. Na semana seguinte, no Talking Smack, Rowan disse que não gostava do fato de que Harper tinha deixado a Wyatt Family. Ele disse que, embora tenha derrotado Harper na semana anterior, achou que Harper merecia mais castigo e pediu uma luta contra ele em Backlash, a que o Shane McMahon concedeu.
Em rivalidades menores, a equipe Breezango (Fandango e Tyler Breeze) ganhou um desafio Beat the Clock no SmackDown de 25 de abril e se tornou no desafiante ao Campeonato de Duplas do SmackDown dos Usos (Jey e Jimmy Uso). No SmackDown de 9 de maio, o The Welcoming Committee, composto por Natalya, Carmella  e Tamina Snuka, foi posto para enfrentar Naomi, Charlotte Flair e Becky Lynch no Backlash. Além disso, no SmackDown de 16 de maio, Sami Zayn ganhou o direito de enfrentar Baron Corbin após semanas de ataques entre eles e também foi anunciado que Tye Dillinger enfrentaria Aiden English no pré-show do evento.

## Resultados
| Nº                                          | Resultados | Estipulações                                              | Tempo |
| ------------------------------------------- | --- | --------------------------------------------------------- | ----- |
| Pré- show                                   | Tye Dillinger derrotou Aiden English                                                                                                   | Luta individual                                           | 8:22  |
| 1                                           | Shinsuke Nakamura derrotou Dolph Ziggler                                                                                               | Luta individual                                           | 15:41 |
| 2                                           | The Usos (Jey Uso e Jimmy Uso) (c) derrotaram Breezango (Tyler Breeze e Fandango)                                                      | Luta de duplas pelo Campeonato de Duplas do SmackDown     | 9:18  |
| 3                                           | Sami Zayn derrotou Baron Corbin | Luta individual                                           | 14:35 |
| 4                                           | The Welcoming Committee (Natalya, Carmella (com James Ellsworth) e Tamina) derrotou Becky Lynch, Charlotte Flair e Naomi por submissão | Luta de trios                                             | 10:05 |
| 5                                           | Kevin Owens (c) derrotou AJ Styles por contagem                                                                                        | Luta individual pelo Campeonato dos Estados Unidos da WWE | 21:10 |
| 6                                           | Luke Harper derrotou Erick Rowan | Luta individual                                           | 9:00  |
| 7                                           | Jinder Mahal (com Sunil Singh e Samir Singh) derrotou Randy Orton (c)                                                                  | Luta individual pelo Campeonato da WWE                    | 15:45 |
| (c) – Refere-se aos campeões antes da luta. | |                                                           |       |